# Heather Heying
Heather Elizabeth Heying, née le 26 avril 1969 à Los Angeles, est une biologiste évolutionniste américaine, ancienne professeure et auteure, qui a attiré l'attention publique lors des manifestations de l'Evergreen State College en 2017. Elle a fait partie du groupe officieux connu sous le nom de dark web intellectuel et a pris la parole lors du forum du ministère de la Justice des États-Unis sur la liberté d'expression dans les campus universitaires en 2018. Elle s’est opposée à la vaccination contre la Covid-19 et a soutenu l'opinion selon laquelle le médicament ivermectine est efficace dans le traitement de la maladie.